# Chanos
Chanos (en gallego Os Chous) es una localidad española del municipio de Lubián, en la provincia de Zamora y la comunidad autónoma de Castilla y León.
En su término se encuentra el Santuario de la Tuiza, patrona de la Alta Sanabria y centro de la romería que cada último domingo de septiembre congrega a vecinos de la comarca, de Galicia y de Portugal. Además, es una de las pocas localidades bilingües de la provincia de Zamora, ya que sus habitantes utilizan habitualmente el idioma español y el gallego.

## Contexto geográfico
Se sitúa en el valle de Lubián, junto a la sierra Segundera, en los montes de León. Se encuentra situado al noroeste de la provincia de Zamora, junto a la provincia gallega de Orense, limítrofe a la comarca de Viana, y próximo a la frontera con Portugal, a la altura de la histórica región lusitana de Trás-os-Montes. Pertenece a la denominada Alta Sanabria, una subcomarca de la comarca histórica y tradicional de Sanabria. Las localidades de Aciberos, Chanos, Las Hedradas, Hedroso, Lubián y Padornelo conforman el término municipal de Lubián.

## Historia
Durante la Edad Media Chanos quedó integrado en el Reino de León, cuyos monarcas habrían acometido la repoblación de la localidad dentro del proceso repoblador llevado a cabo en Sanabria. Tras la independencia de Portugal del reino leonés en 1143 Chanos habría sufrido por su situación geográfica los conflictos entre los reinos leonés y portugués por el control de la frontera, quedando estabilizada la situación a inicios del siglo XIII.
Posteriormente, en la Edad Moderna, Chanos fue una de las localidades que se integraron en la provincia de las Tierras del Conde de Benavente y dentro de esta en la receptoría de Sanabria. No obstante, al reestructurarse las provincias y crearse las actuales en 1833, la localidad pasó a formar parte de la provincia de Zamora, dentro de la Región Leonesa, quedando integrado en 1834 en el partido judicial de Puebla de Sanabria.
Finalmente, en torno a 1850, el antiguo municipio de Chanos se integró en el de Lubián.

## Demografía
El número de habitantes ha ido descendiendo en la localidad de modo paulatino desde la mitad del siglo XX, llegando a los 48 censados en 2017 según el INE.

## Sociedad
La suerte del pueblo es muy similar a la de los otros pueblos sanabreses.

## Arte
En su término se encuentra el Santuario de La Tuiza, en la que todos los años, el último domingo de septiembre, se celebra una romería que atrae a numerosos peregrinos de la comarca y de la vecina Galicia. 